# Antonio Barroso y Sánchez Guerra
Antonio Barroso y Sánchez Guerra (Marín, Pontevedra, 31 de julio de 1893-Madrid, 12 de agosto de 1982) fue un militar español que ocupó importantes cargos en las fuerzas armadas de España.

## Biografía
Hijo del político Antonio Barroso Castillo, ingresó en 1908 en la Academia de Infantería, de la que salió en 1913 con el grado de teniente, siendo promovido a capitán en 1918.
Intervino al mando de una sección de ametralladoras en la guerra de Marruecos, recibiendo ascensos y recompensas por méritos de guerra. Sería en esta contienda donde conoció a numerosos militares africanistas. Cursó estudios en la Escuela Superior de Guerra de París. Años más tarde, en 1934, fue designado agregado militar de la Embajada española en Francia.

### Guerra Civil
Una vez iniciada la Guerra Civil, abandonó este puesto para incorporarse al Bando sublevado contra la República Española. Antes de abandonar la agregaduría en París, y contando con la colaboración del embajador Juan Francisco de Cárdenas, bloqueó los esfuerzos iniciales del gobierno republicano para adquirir armas en Francia. Durante la contienda ocupó el puesto de jefe del Cuartel General de Franco, ascendiendo al grado de coronel en 1937 por méritos de guerra.

### Dictadura franquista
En 1943 alcanzó el generalato, siendo promovido en 1947 a general de división y en 1955 a teniente general. Ocupó la segunda jefatura del Estado Mayor Central, fue gobernador militar de Sevilla y, más tarde, del Campo de Gibraltar. Fue capitán general de la IX Región Militar (sede Granada) y director de la Escuela Superior del Ejército. También fue jefe de la Casa Militar del Jefe del Estado (1956-1957). Entre el 25 de febrero de 1957 y el 10 de julio de 1962 fue ministro del Ejército del Gobierno franquista, teniendo que hacer frente a la guerra de Ifni-Sahara.  En 1958 fue invitado por el ministro del ejército estadounidense, Wilber M. Brucker, a visitar varias plazas militares estadounidenses, incluyendo el Fuerte Bragg.
Sería en varias ocasiones procurador en las Cortes franquistas. Tras la muerte de Franco, fue uno de los 59 procuradores que el 18 de noviembre de 1976 votaron en contra de la Ley para la Reforma Política que derogaba los Principios Fundamentales del Movimiento.

## Condecoraciones
- Gran Cruz del Mérito Aeronáutico, con distintivo blanco (1961).[6]
- Gran Cruz de la Orden de Isabel la Católica (1962).[7]
- Gran Cruz de la Orden de Carlos III (1962)[8]
- Gran Cruz de la Orden del Mérito Militar, con distintivo blanco (1962).[9]